# Castlevania: Curse of Darkness
Castlevania: Curse of Darkness, conhecido no Japão como Akumajō Dracula: Yami no Juin (悪魔城ドラキュラ 闇の呪印, Akumajō Dorakyura: Yami no Juin, lit. Castelo Demoníaco Dracula: Maldição das Trevas), é um jogo eletrônico desenvolvido pela Konami. Foi lançado para PlayStation 2 e Xbox em todas as regiões, exceto no Japão, onde o jogo estava disponível apenas para PlayStation 2.

## Jogabilidade
Mesmo sendo um jogo 3D como Lament of Innocence, Curse of Darkness difere de seu antecessor em vários sentidos. O jogo inclui um estilo de jogabilidade de ação-aventura mais complexo, assemelhando-se mais a Symphony of the Night e Aria of Sorrow. Hector não é um membro do clã Belmont, assim não usando o chicote "Vampire Killer"; ao invés disso, ele possui a habilidade (como Alucard e Soma Cruz) de equipar uma gama de armas diferentes que variam de espadas, lanças e machados a bombas e soqueiras. Contudo, existe um modo de jogabilidade extra que se encontra disponível após o término do jogo que permite os jogadores de jogar como Trevor Belmont, equipado com a "Vampire Killer" e as sub-armas que são facas, machados, água benta, crucifixos e relógio-pára-tempo. O sistema de batalha é de alguma maneira semelhante à de Dynasty Warriors, onde um botão é usado para ataques de seqüência (combos) e um secundário é usado para ataques "finalizantes" mais fortes após ataque(s) normal(is). Ao longo do progresso do jogador pelo jogo, o personagem adquire armas mais poderosas e o número de ataques normais e finalizantes que o jogador pode executar também aumenta, proporcionalmente. Cada tipo de arma diferente possui uma lista de combos distinta que podem ser executados.
Diferindo-se do estilo de acesso de Lament of Innocence, onde o jogador escolhe entre número de estágios distintos todos acessíveis de um corredor central, Curse of Darkness traz um mundo dentro do jogo com um mapa completo, exatamente como em Symphony of the Night. Contudo, o jogo ainda usa a mesma mecânica de mapas de estágios de Lament of Innocence, ao contrário dos gráficos quadriculados dos Castlevanias em 2D. Ademais, uma notável diferença no design dos estágios é que a maior parte do jogo não se passa no castelo do Dracula, sendo assim fazendo com que o jogador explore florestas, montanhas, templos, aquedutos, ruínas e vilas da Europa. O jogador também será auxiliado por "Innocent Devils" ("Demônios Inocentes"), que são criaturas demoníacas desenvolvidas por Hector através da habilidade de Devil Forgery ("Forjamento de Demônio"), com o objetivo de derrotar inimigos e solucionar puzzles dentro do jogo e que podem ser comparados a familiars. Os Innocent Devils (comumente referidos como I.D.'s) possuem seis tipos.
- Fairy Type (fada): Ajuda Hector com cura.
- Battle Type (batalha): O I.D. mais forte fisicamente. Possui a maior quantidade de pontos de coração.
- Bird Type (ave): I.D.'s que lutam contra outros monstros voadores.
- Mage type (mago): Ataca com magia de longa distância.
- Devil Type (demônio): O tipo extremo de Innocent Devil.
- Pumpkin Type (abóbora): Só incluído para humor, apesar de eles aumentarem significantemente o dado de sorte.

## Enredo

### Época
com Igarashi, Curse of Darkness se passa no ano de 1479, três anos após os eventos de Castlevania III: Dracula's Curse. Apesar de ter sido derrotado pelo caçador de vampiros Trevor Belmont, a maldição do Dracula continua a assombrar o lado rural europeu, espalhando pragas, doenças e violências. Entre todo este caos está Hector, mestre de uma habilidade conhecida como "Forja de Demônios", que já tinha uma vez servido ao Conde Drácula mas o traiu em certo momento de Castlevania III. Sentindo-se cada vez mais enojado com os métodos brutais de Drácula, Hector deixa Castlevania e renuncia seus poderes para viver junto aos humanos. Quando a noiva de Hector é acusada de bruxaria e queimada viva, Hector toma conhecimento de que o seu assassinato foi dirigido pelo seu parceiro de Forja de Demônios, Isaac. Consumido pela vingança, Hector começa uma caçada por toda Castlevania, e retorna à sua vida demoníaca que ele planejara abandonar para sempre.

### Personagens Principais
- Hector: Protagonista do jogo. Mestre em "forjamento de demônios". Ele traiu Dracula e o deixou por uma vida normal. Ele adquiriu de volta seus poderes de "forjamento de demônios" para matar Isaac e mais uma vez trazer a paz à região.
- Trevor Belmont (selecionável): Membro da Família Belmont. Usa o lendário chicote Vampire Killer, herança de sua família. Ele não aparece até um pouco tarde no jogo. Após o jogador completar o jogo como Hector, é possivel jogar com Trevor ao iniciar um novo arquivo com o nome @trevor.
- Isaac: O parceiro forjador de demônios de Hector, ele continuou sendo leal a Dracula após Trevor tê-lo derrotado alguns anos antes dos eventos do jogo. O jogador luta contra Isaac duas vezes no jogo.
- Dracula: Como a maioria dos jogos da série Castlevania, ele é o antagonista do jogo. Ele é ressuscitado numa forma imperfeita e o jogador deve mais uma vez derrotá-lo em suas duas formas.
- Julia Laforeze: A irmã de Isaac, que é uma bruxa. Ela providencia itens para o jogador numa loja. Hector faz nota que ela compartilha alguns traços de aparência com Rosaly, sua falecida noiva.
- Zead: No começo, aparenta estar contra Dracula, sendo que no fim revela-se como a Death (Morte), um dos mais leais e antigos súditos de Dracula.
- St. Germain: Um viajante do tempo que odeia o Dracula. Ele constantemente tenta convencer Hector a abandonar sua jornada, mas nunca consegue convencê-lo. Ele luta contra Hector em certo ponto no jogo.

### História
Quando o jogo começa, Hector chega ao Abandoned Castle ("Castelo Abandonado") e encontra-se com Isaac. Isaac fala de seu desejo de vingar-se e o desafia a adquirir de volta os seus poderes para que eles possam concluir tal história de uma boa maneira. Hector mesmo hesitando aceita o desafio e começa a caçar o seu ex-amigo pelo campo da Transilvânia. Durante a sua jornada, ele encontra-se com várias pessoas: Julia Laforeze, uma jovem bruxa exilada que vem a ser a irmã de Isaac; Trevor Belmont, que não acreditava que Hector era um mestre de forjamento de demônios; Zead, um gentil sacerdote que lhe trazia informações importantes sobre o paradeiro de Isaac; e St. Germain, um misterioso viajante do tempo que tenta convencê-lo a abandonar a sua jornada, mas eventualmente o deixa sozinho com alguns comentários crípticos sobre um "novo destino" que emergia nele.
Em certo momento do jogo, Trevor decide confiar em Hector e usa de seu próprio sangue para abrir um portal a um mundo paralelo chamado Infinite Corridor ("Corredor Infinito"), no qual se acreditava que Isaac estava se escondendo. Contudo, quando Hector derrota um Dullahan, um glifo maléfico usa de sua energia para invocar uma nova encarnação do castelo do Drácula. Isaac, que tinha planejado tudo isto, cruelmente esfaqueia Trevor por trás e o deixa a mercê da morte.
Hector entra no novo castelo, onde ele luta e derrota o seu inimigo. Quando furiosamente se prepara para matá-lo, ele de repente lembra-se de que Julia o tinha avisado para não deixar a maldição controlá-lo. Horrorizado, Hector percebe que as suas ações estavam sendo controladas pela maldição de Drácula. Zead, triunfante, lhe aparece e confirma isto, explicando que, de acordo com seus planos, os mestres de Forjamento de Demônio tinham como papel lutar até a morte, tornando Hector o vassalo da reencarnação do Conde Drácula. Guardando o corpo de Isaac para tal, ele revela ser a morte em si e ataca, em vão. Hector procede para destruir o Drácula e então usa de seus poderes de mestre de Forjamento de Demônio para selar a maldição. Julia chega para resgatá-lo e eles começam uma nova vida juntos. Enquanto isso, St. Germain parte para um futuro distante, imaginando como a luta entre a humanidade e o Drácula irá chegar ao fim.

## Desenvolvimento
Curse of Darkness foi desenvolvido por Koji Igarashi (também conhecido como IGA), que já trabalhou em vários outros jogos da série Castlevania, incluindo Castlevania: Symphony of the Night, Castlevania: Aria of Sorrow e Castlevania: Lament of Innocence. Também retornando à equipe de produção do jogo está a artista da série, Ayami Kojima, e a compositora Michiru Yamane.

## Áudio
Michiru Yamane novamente compôs a música para o jogo. Os sons de guitarra que estavam ausentes em Lament of Innocence aparecem em algumas faixas de Curse of Darkness. A abertura de bateria da clássica música de Castlevania III, "Beginning", está presente em algumas músicas também, incluindo o tema de chefe de Trevor Belmont. A tela de novo jogo, de opções e de carregamento de jogo salvo são reminiscentes ao tema Requiem of the Gods de Symphony of The Night, na maioria em coros. Houve um sampler dado como bônus àqueles que tinham solicitado para compra uma cópia do jogo, também.

## Recepção
O jogo foi, em geral, bem recebido, levando notas média a alta. Elogios comuns são dados ao sistema de batalha — que, como afirmou a IGN, o jogo "(...) pode oferecer uma razoavelmente grande variedade de estratégias (...)" —, ao sistema de Innocent Devil e à trilha sonora. Críticas comuns são dadas aos ambientes do jogo, o que foram em geral considerados repetitivos e enjoativos. A X-Play deu ao jogo uma nota de 3/5, enquanto que a IGN deu 7,8/10 (ou "Good"). A revista GamePro deu ao jogo uma nota de 4/5 em fator de diversão, denotando que ele é um jogo que ficava cada vez mais intrigante. A GameSpot deu uma nota de 6,8/10; afirmando que possuía bons gráficos e controles "sólidos", mas o design dos estágios era "monótono".